# 애스튜트 작전
애스튜드 작전(영어: Operation Astute)은 2006년 동티모르 위기에 대응하기 위해 오스트레일리아가 주도한 군사 작전이다. 작전은 2006년 5월 25일부터 2013년 5월 25일까지 진행되었다. 2006년 동티모르 위기 이후 애스튜드 작전은 동티모르 정부의 요청에 따라 전개되었다. 작전에 참여한 병력은 주로 말레이시아, 뉴질랜드, 포르투갈 등 과거 INTERFET에 참여했던 국가들에서 파견되었으며, 각국은 병력 파견에 앞서 동티모르 정부와 주둔군 지위 협정(Status of Forces Agreement, SOFA)을 체결했다.
2006년부터 오스트레일리아군을 비롯한 다국적 부대가 동티모르에 주둔하기 시작했지만, 2008년 2월 11일 동티모르 대통령 주제 하르무오스타와 동티모르 총리 샤나나 구스망에 대한 암살 미수 이후 주둔군의 병력은 증강했다. 2008년 암살을 주도했던 알프레두 하이나두는 사살되었지만 하이나두의 뒤를 이어 가스탕 살시냐가 반란을 이어갔고, 2008년 4월 29일 협상을 통해 살시냐 역시 정부에 항복했다. 
애스튜드 작전은 2012년 동티모르 대선과 총선이 열리고 뒤이어 12월 31일 UNIMET이 해체됨에 따라 점진적으로 축소되었으며, 2013년 5월 25일 다국적 부대가 완전히 철수함에 따라 작전도 종료되었다.

## 파견
200명의 선발 부대는 왕립 오스트레일리아 연대(RAR) 제4대대의 코만도 중대와 제2대대 C중대로 구성되었으며, 딜리 공항을 중심으로 후속 병력의 진입로를 확보했다. 전체 작전 병력은 약 1,800명 규모의 대대 전투단으로, 주로 왕립 오스트레일리아 연대 제2대대와 제3대대, 그리고 기타 오스트레일리아 및 뉴질랜드 육군 부대에서 차출되었다. 오스트레일리아 왕립 공군(RAAF)의 C-130 허큘리스 수송기를 이용해 다윈 공군기지를 전진기지(Forward Operating Base)로 삼아 병력과 장비를 수송했다. 초기 배치된 해군 전력으로는 유도미사일 프리깃함 HMAS 애들레이드, 보급함 HMAS 석세스, 그리고 상륙/병원 기능을 갖춘 HMAS 카님블라가 포함되었다. 이후 추가적인 병력 수송을 위해 상륙함 HMAS 토브룩과 HMAS 마노라도 동원되었다.
오스트레일리아 이외에도 뉴질랜드와 말레이시아군이 5월 26일부터 항공 수송을 통해 도착했으며, 포르투갈 또한 병력을 파견했다. 초기에 3,000명 이상의 병력이 배치되었지만, 2006년 8월 말 유엔 동티모르 통합 임무단(UNMIT)이 국제 경찰 임무를 수행하면서 상황이 안정됨에 따라 병력 규모가 점차 축소되었다. 이후 국제안정군(ISF)과 UNMIT가 공동으로 치안 유지 및 동티모르 보안군 재건 임무를 수행했으며, 2007년 대통령 및 총선이 평화적으로 치러지도록 지원하는 것이 주요 목표 중 하나였다. 하지만 오스트레일리아는 ISF가 유엔이 아닌 자국의 지휘 하에 유지되어야 한다는 입장을 고수했다.
2008년 2월, 반군의 암살 시도 직후 오스트레일리아는 기존 800명의 병력을 1,000명으로 증강했다. 2008년 10월까지 ISF의 총 병력은 약 1,000명을 유지했으며, 오스트레일리아는 ANZAC 전투단(ANZAC Battle Group) 소속 왕립 오스트레일리아 연대 제1대대 병력을 투입했다. 추가적으로 육군 항공(Aviation), 병참(Logistics), 헌병(Military Police), 공병(Pioneers) 부대도 배치되었다. 2009년 10월 기준, 오스트레일리아군 병력은 650명으로 감축되었으며, 뉴질랜드는 같은 해 12월에도 여전히 155명의 병력을 유지했다. 뉴질랜드군은 ANZAC 전투단에 배속된 보병 소대와 더불어 뉴질랜드 왕립 공군 3비행대대(No. 3 Squadron, RNZAF) 소속 이로쿼이(Iroquois) 헬리콥터 2대와 승무원 32명을 지원했다.
2010년, ISF 병력은 오스트레일리아군 400명, 뉴질랜드군 75명으로 축소되었다. 이후 반군 세력은 급격히 약화되었으며, 동티모르의 안보 상황이 개선됨에 따라 외국군 병력은 점진적으로 철수하기 시작했다. 최종적으로 2012년 동티모르 대통령 및 총선 이후 외국군의 완전 철수가 결정되었다.